# MaxiMuM
Palmarès
voir ici
MaxiMuM est un clan de catcheurs appartenant à la Dragon Gate, une fédération de catch japonaise, fondée le 4 mai 2017 par Naruki Doi, Ben-K, Big R Shimizu et Masato Yoshino.

## Carrière

### Rivalité avec Jimmyz (2017)
Le 1er juillet, Naruki Doi, Big R Shimizu et Ben-K perdent les Open the Triangle Gate Championship contre VerserK (Shingo Takagi, Takashi Yoshida et El Lindaman).

### Poursuite des championnats (2017–...)
Lors de Dead Or Alive 2018, Ben-K et Big R Shimizu battent ANTIAS (Eita et T-Hawk) et remportent les Open the Twin Gate Championship et plus tard dans le show, Masato Yoshino, Naruki Doi et Jason Lee perdent les Open the Triangle Gate Championship contre Natural Vibes (Genki Horiguchi, Kzy et Susumu Yokosuka).
Le 22 juillet, Ben-K et Big R Shimizu perdent les Open the Twin Gate Championship contre Tribe Vanguard (Yamato et BxB Hulk),.

## Membres du groupe
| Identité       | Période                        | Notes               |
| -------------- | ------------------------------ | ------------------- |
| Naruki Doi     | 7 avril 2017– présent          | Co-Leader du groupe |
| Ben-K          | 7 avril 2017– 6 septembre 2018 |                     |
| Big R Shimizu  | 7 avril 2017– 7 août 2018      |                     |
| Jason Lee      | 8 novembre 2017– présent       |                     |
| Masato Yoshino | 7 avril 2017– présent          | Co-Leader du groupe |
| Kotoka         | 4 mai 2017 – 6 mars 2018       |                     |
| Dragon Kid     | 7 octobre 2018 – présent       |                     |

## Palmarès
- Dragon Gate
  - 1 fois Open the Dream Gate Championship –  Masato Yoshino
  - 1 fois Open the Twin Gate Championship – Big R Shimizu et Ben-K
  - 1 fois Open the Triangle Gate Championship –  Naruki Doi, Big R Shimizu et Ben-K
  - King of Gate (2018) – Masato Yoshino